# La Bella Principessa
La Bella Principessa (Công nương xinh đẹp) là một bức chân dung không rõ tác giả được các nhà nghiên cứu mỹ thuật cho là của Leonardo da Vinci. Bức chân dung được vẽ hòa hợp của phấn, bút chì, mực và sắc thái rửa trên vẽ, đo 33 cm x 22 cm.
Bức tranh được bán ngày 30 tháng 1 năm 1998 tại New York với giá $19,000. Nó được bán lại trong năm 2007 và hiện đang được đặt ở một ngân hàng Thụy Sĩ, ước tính có trị giá hơn $ 160.000.000.